# Borgen (metrostation)
Borgen is een metrostation in de Noorse hoofdstad Oslo. Het station werd geopend op 17 november 1912 en wordt bediend door de lijnen 2 en 3 van de metro van Oslo.